# Impatiens textori
Impatiens textori là một loài thực vật có hoa trong họ Bóng nước. Loài này được Miq. mô tả khoa học đầu tiên năm 1865.

## Hình ảnh

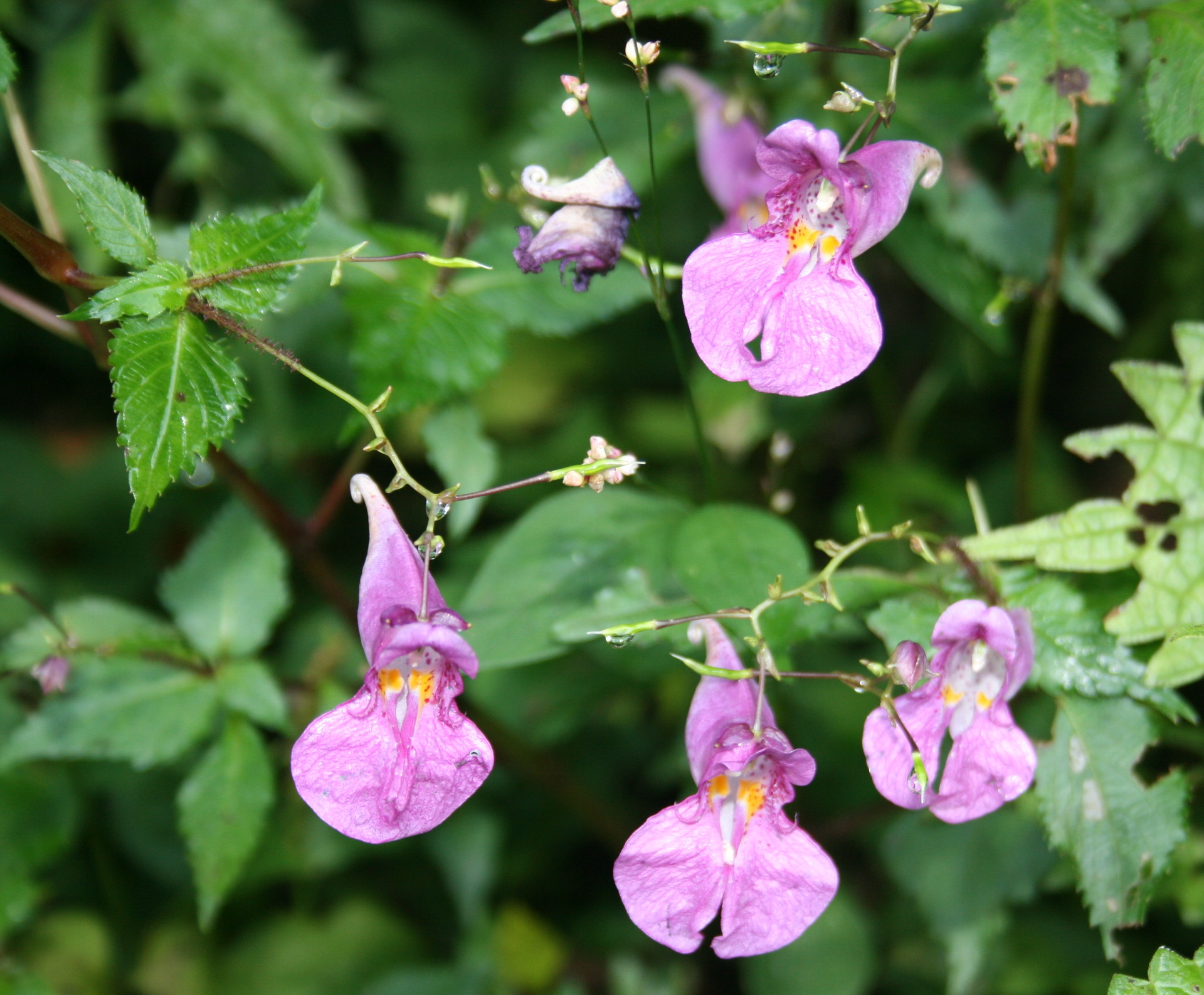